# Stenotus pulvinatus
Stenotus pulvinatus là một loài thực vật có hoa trong họ Cúc. Loài này được (Moran) G.L.Nesom miêu tả khoa học đầu tiên năm 1989.